# Bohdan Winiarski
Bohdan Stefan Winiarski (Bohdanów (Powiat Łomżyński), 27 april 1884 - Poznań, 4 december 1969) was een Pools rechtsgeleerde in grondrecht en waterrecht en een internationaal rechter. Hij was lid van het Permanente Hof van Arbitrage en rechter van het Internationaal Gerechtshof.

## Levensloop
Winiarski studeerde van 1905 tot 1909 rechtsgeleerdheid in Warschau en Krakau. In 1910 promoveerde hij aan de Jagiellonische Universiteit en van 1910 tot 1911 zette hij zijn studie nog verder voort in Parijs en Heidelberg.
Hierna onderwees hij aan de Hogeschool voor Politicologie in Krakau tot hij in 1921 werd benoemd tot hoogleraar aan de Adam Mickiewicz-Universiteit in Poznań. In de jaren twintig was hij lid van meerdere Poolse delegaties tijdens zittingen van de algemene vergadering van de Volkenbond.
Van 1921 tot 1927 was hij lid en van 1925 tot 1927 president van de commissie van de Volkenbond voor rivierenrecht en hield hij zich bezig met internationale regelingen voor het gebruik van rivieren.
In 1944 was hij lid van het geallieerde Comité voor de Toekomst voor het Permanente Hof van Arbitrage. Twee jaar later werd hij gekozen tot een van de rechters van het nieuw opgerichte Internationaal Gerechtshof. Dit ambt oefende hij uit tot 1967, waarbij hij van 1961 tot 1964 president van het Gerechtshof was. Ondertussen was hij in 1965 voorzitter van de 52e zitting van het Institut de Droit International, waarvan hij sinds 1929 lid was.

## Werk
Op wetenschappelijke gebied heeft Winiarski zich hoofdzakelijk beziggehouden met het grondrecht van Polen en Frankrijk en van het internationale waterrecht waarbij zijn aandacht vooral uitging naar rivierenrecht. Hij leverde belangrijke bijdragen aan een beter inzicht in internationaal recht in zijn eigen land en in Pools recht in het buitenland.
Hieronder volgt een selectie van zijn werk:
- 1915: Ustrój prawno-polityczny Galicyi, Warschau, Lublin en Łódź
- 1920: Les institutions politiques en Pologne au XIXe siècle, Parijs 1920
- 1938: Wybór źródeł do nauki prawa międzynarodowego, Warschau

- Gemeinsame Normdatei: 132263688
- International Standard Name Identifier: 0000 0001 1472 4403
- Library of Congress Control Number: n2006085207
- Nationale Bibliotheek van Tsjechië: mzk2004231242
- Nederlandse Thesaurus van Auteursnamen: 39444261X
- SNAC: w6b99388
- Système universitaire de documentation: 106908634
- Virtual International Authority File: 50382960
- WorldCat: E39PBJgd6tRmvyJ8WMP6xFMkjC